# TAXA 4x35
TAXA 4x35 (tidligere Københavns Taxa) er det største taxiselskab i København og det største enkeltstående taxibestillingskontor i Danmark.
Selskabet, hvis navn refererer til telefonnummeret 35 35 35 35, blev grundlagt i 1909 og er dermed også hovedstadens ældste af slagsen. Taxiflåden består af over 950 vogne. TAXA 4x35 fungerer som et kørsels- og bestillingskontor, som vognmændene betaler en månedlig afgift for at være tilsluttet. Selskabets vogne har tilladelse til at køre i hele det storkøbenhavnske område.

## TAXA 4x35 vognene i gadebilledet
TAXA 4x35 vogne genkendes i gadebilledet med den karakteristiske mørkeblå farve og store sølvfarvede logo på siden af vognen.

## TAXA 4x35s historie
„Foreningen for 4-cylindrede Automobiler“, blev oprettet den 22. september 1909 i København og fik i november samme år navnet „Autotaxa“ – i daglig tale TAXA. Foreningens navn skulle understrege den afstand man lagde til de 2-cylindrede Renault-drosker, importeret fra Paris af Taxamotorkompagniet, stiftet året før i sommeren 1908.
De nye automobildrosker repræsenterede i sig selv en ny teknologi, der i kombination med telefonbestillingscentraler og telefonskabe revolutionerede det gamle hyrevognserhverv. Motordroscherne blev en del af den transportrevolution, der i årene op til 1. verdenskrig (1914-1918) gjorde deres til at løfte samfundet ind i en ny æra.

### Automobilet og telefonen
De første automobiler var kommet på gaden sidst i 1800-tallet i Tyskland, Frankrig, England og USA. Tyskerne Daimler og Benz var tidligst ude med moderne automobiler baseret på eksplosionsmotoren i kombination med et køretøj, der bar tydelig spor af sit ophav – hestevognen. 
Danmarks industrielle centrum, København, var heller ikke tabt bag af en vogn. Det nye arbejder- og industrikvarter Nørrebro var en sand smeltedigel for industriel foretagsomhed og opfindsomhed, og i 1886 rullede et automobil, den selvkørende Hammel-vogn, fremstillet i Hammels Maskinfabrik af værkfører Urban Johansen, ud på Nørrebrogade under stor larm og opmærksomhed.
De første telefoner kom sammen med elektriciteten sidst i 1800-tallet og omkring århundredskiftet 1900 blev telefonen og automobilet så almindelig, at der kom love og forskrifter. Den første telefonlov fra 1897 blev grundlag for koncessioner til 11 private telefonselskaber i årene 1898-1900. Den første automobillov blev vedtaget den 15. maj 1903 og var så restriktiv, at den gav de få bilister en sag at slås for. Bilisterne samlede sig i en række foreninger, og da loven skulle revideres i 1905 lagde de sig i selen for at påvirke lovgiverne i mere liberal retning, men forgæves. Det medvirkede til, at en blivende organisation for bilsagen så dagens lys i 1909 – FDM, Forenede Danske Motorejere – samme år som TAXA blev grundlagt.

### Hyrevognskørsel i København
Droskevæsenet i København havde sit udspring i de bestemmelser for hyrevogne, som Københavns Magistrat udfærdigede og som den 10. oktober 1705 blev til en kongelig skrivelse, der blev grundlag for det københavnske Hyrekuskelaug. Dette varetog med 30 hestedrosker byens behov for offentlig befordring.
Da en middelstand tidligt i 1800-tallet begyndte at gøre sig gældende ved siden af adelen, skete der en udvidelse af droskekørslen, idet den nye stand ikke holdt sig med hest og vogn og således var henvist til offentlig befordring.
Efter demokratiets indførelse med Grundloven af 1849, udstedte Indenrigsministeriet, som droskekørsel hørte under, den 1. maj 1851 en Lov om Befordringsvæsen i København, der bl.a. rummede bestemmelser om et nyt Vognmandslaug. Men loven om næringsfrihed af 1857, der fik virkning fra 1861/62, ophævede de gamle laug og deres privilegier. Derfor kom et egentligt reglement om droskevæsenet i København først i 1869. Til gengæld blev det i hovedtræk gældende helt frem til 1915.
Det moderne København opstod efter voldenes fald i 1850’erne og udbygningen af byen med brokvartererne uden for de gamle byporte – Vesterport, Nørreport og Østerport – sidst i 1800-tallet. Omkring år 1900 var byen ved at være udbygget og fremsynede borgmestre indlemmede i 1901-1902 Brønshøj-Husum, Vanløse, Emdrup, Utterslev, Valby og Sundbyerne på Amager i Københavns Kommune. Samtidig begyndte en renovering og udbygningen af den Indre By. Ved den gamle Vesterport var Nyrops rådhus under opførelse (1892-1905) på det gamle voldterræn. Det blev taget i brug i 1903 – samme år som den første automobildroske, K 800 – senere K 900, blev indregistreret i København. Senere på året fik byen sin anden motordroske, K 801 (K 901) – begge fabrikeret af Dansk Automobil- og Cyklefabrik. Først tre år senere kom den tredje motordroske på gaden, men samme år i december 1906 så den første sammenslutning af motordroskeejere, Aktieselskabet Automobil Kørsels Kompagniet, AAKK, dagen lys. Den forsvandt dog igen efter et års tid.

Andre sammenslutninger havde mere held med sig. I 1907 da der i København var 35 motordrosker – og 360 hestedrosker, tog vognmand Gustav Støjholm, der ejede fem 2-cylindrede Clement vogne, initiativ til at danne Københavns Automobildroskeejer Forening, der fungerede frem til 1912. Foreningen opstillede telefonskabe på Rådhuspladsen, nr. 5555, og Kgs. Nytorv, nr. 5556, hvortil folk kunne ringe og bestille en vogn.
I 1900 var droskevæsenet overgået fra Indenrigsministeriet til et særligt ministerium – Ministeriet for offentlige arbejder. Det godkendte via veterinærpolitiet, som droskevæsenet sorterede under, elektriske droscher, der fra 1902 kom på gaden i København – som et kortlivet overgangsfænomen mellem hestedroskerne og motordroskerne. Kortlivet fordi de elektriske drosker ikke fungerede, husker elektrodroskefører Vilhelm Wilhelmsson Tuure: „De var ikke driftssikre, det var synd at sige, mest fordi strømmen så hurtigt gik af akkumulatorerne. Inden man vidste et ord af det holdt bæstet stille midt på gaden… og man måtte hente en gammeldags „Lotte“ til at trække vognen hjem igen… den var et kuriosum, og folk, der havde lyst til at forsøge sig med de sidste nyheder, skulle jo også have sig en tur i sådan en.“

### Røgkasser og fedtefade
Motordroskernes driftssikkerhed var ikke meget bedre, men de kom for at blive på trods af alt – også droskekuskenes nedladende holdning. Oluf C. Hansen, der startede som droskekusk på Frederiksberg i 1898, fortæller, at den første bil som forsøgte sig med droskekørsel fik holdeplads på hjørnet af Frederiksberg Allé og Værnedamsvej: „Det var i 1903. Men det var den rene parodi. Føreren kørte næsten ikke en tur, uden der gik noget itu, og han var så gerne væk et par dage. Vi andre var rørende enige om, at som drosker havde bilerne ingen fremtid.“
Konkurrencen mellem kuske og chauffører forekom ulige. Alligevel søgte kuskene at bagtale motordroskerne, fortæller Jens Peter Elnif, der begyndte som droskekusk i 1892: „Vi, der stadig holdt på hestene, kaldte de nye køretøjer røgkasser, og mange advarede ligefrem passagererne mod at stige op i en bildroske: ’Jamen Gud, lille frøken,… De vil da ikke krybe ind i sådan en fedtekasse, der er fuld af olie. De vil da ikke have alt Deres tøj ødelagt’. Men bilerne sejrede alligevel, de var både bedre og lettere at passe.“
Motordroskerne havde nyhedens interesse, og så var et driftsstop eller to ikke så afgørende. Mange skulle bare prøve en tur og stod gerne og ventede ved holdepladsen på Rådhuspladsen til en autodroske kom tilbage. Driftsstoppene, smøreolien og den nye komplicerede motorteknologi blev en del af den kultur, der knyttede sig til autodroskerne og droskeførerne. Disses indsigt i teknologien og deres evne til at reparere og få motordrosken i gang igen blev en vigtig del af deres og erhvervets identitet. Det moderne og tekniske blev noget, der adskilte droskechaufførerne fra droskekuskene og noget, der bidrog til at definere forskellen. Andet, som øgenavnene og snakken af karsken bælg, bandt kuske og chauffører sammen og skabte kontinuitet. Oluf C. Hansen fortæller om øgenavne blandt kuskene: „De fleste droskekuske kendtes bedst på deres øgenavne. Jeg undgik heller ikke mit, men blev kaldt for Mulatten på grund af min, navnlig om sommeren brune hudfarve.“ En af kollegerne gik under navnet Splitflaget: „Prinsesse Marie benyttede i årene før århundredskiftet [1900] omtrent daglig droske, men det var en bestemt mand, som havde tjansen, en kollega ved navn Eriksen. Hendes lakaj kom ned på Kongens Nytorv, for at bestille vognen, men hvis Eriksen, kaldet Splitfla-get, ikke var der, gik han og kom igen senere.“ 
De nye motordrosker og deres førere bidrog til at gøre København til en moderne hovedstad og byen var tidligt ude med de nye drosker. En by som New York, der i 1890’erne blev verdens største, fik således først motordrosker i 1907 – fire år efter København. Til gengæld gik det stærkt i New York. Allerede året efter i 1908 havde The New York Taxicab Company hele 700 motordrosker på gaden.
Hestedroskerne var omkring 1900 gået fra fasttakstsystemet baseret på zoner til taxametersystemet med en dagtakst på 50 øre for de første 1000 m. og 10 øre for de følgende 500 m – nattaksten var det dobbelte. Et andet teknologisk fremskridt i droskeerhvervet var telefonskabet, der blev introduceret kort før autodroskernes entré, og som publikum kunne ringe til og bestille „en æske“ – hestedroskens kælenavn. Hestedroskeejer P. Chr. Simonsen fortæller, at det første skab på Rådhuspladsen var en gave fra telefonselskabet: „Direktøren for telefonselskabet ville til at begynde med give os en telefon på Rådhuspladsen, men man skulle møde hos direktøren hvert andet øjeblik, og da vi mærkede, at telefonen ikke var til at undvære, så søgte vi efter flere telefoner til andre pladser fx Kongens Nytorv, Vesterbros Torv og Trianglen på Østerbro, dem fik vi også, men dem skulle vi betale, og kunne det hele betale sig? Så kom vi også til at betale den på Rådhuspladsen.“
P. Chr. Simonsen fortæller også om den vanskelige overgang fra hestedrosker til motordrosker: „… da Taxamotor fik sat sine biler ind, så var vi færdige. [Heste]Vognen satte jeg ind i garagen, det var ligegodt at man var sat ud af sin virksomhed, men også, at prisen var faldet ned til det halve af hvad det havde kostet, der var jo hverken brug for heste eller vogne, da bilerne rigtig tog fart. 
Ud over droskerne bestod den offentlige befordring i København af sporvogne, der siden 1863 havde gennemløbet en teknologisk udvikling fra hestetrukne over dampdrevne til elektriske sporvogne. Eldriften blev den nye teknologi for sporvognene, der dominerede den linjebundne offentlige befordring i København fra omkring 1900. De motoriserede drosker repræsenterede således også i den offentlige befordrings historie en helt ny teknologi i begyndelsen af 1900-tallet, og i 1908 blev telefonbestillingen centraliseret af et nyt selskab - Taxamotor.